# Wildenstein & Company

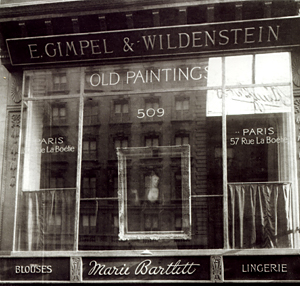
старий фасад колишнього офісу дилера, 1907

Wildenstein & Company — приватний дилер творів мистецтва, заснований в Парижі Натаном Вільденштейном у середині 19-го століття і з тих пір керується його сім’єю. Інститут Вільденштейна, заснований сином Натана Жоржем, підтримує одну з найбільших довідкових бібліотек історії мистецтва у світі.

## Історія
Галерея Wildenstein, яка згодом перетворилася у Wildenstein & Company, була заснована в Парижі в 1870-х ельзаським єврейським підприємцем Натаном Вільденштайном, об’єднавши французький живопис, скульптуру та малюнки 18-го та 19-го століть, а також старіші роботи італійців, голландців, фламандців та іспанські майстри. На рубежі століть галерея була однією з найвидатніших у французькій столиці. Тим не менш, Вільденштейн вважав північноамериканський ринок, що формується, більш перспективним. Він співпрацював з арт-дилерами Ернестом і Рене Гімпелями, з якими він відкрив Gimpel & Wildenstein у Нью-Йорку в 1903. Через тридцять років галерея переїхала з П'ятої авеню в будівлю, зведену на замовлення архітектора Горація Трумбауера.
У 1925 галерея відкрила філію в Лондоні, а в 1929 ще одну в Буенос-Айресі.